# Ивановская улица (Москва)
Ива́новская у́лица находится в Тимирязевском районе Северного административного округа города Москвы. Расположена между Тимирязевской улицей и Красностуденческим проездом.

## Расположение
Ивановская улица начинается на перекрёстке с Тимирязевской улицей и идёт перпендикулярно ей на северо-восток; пересекает улицу Дубки, на перекрёстке с улицей Костякова поворачивает на 45° налево; через 380 метров снова поворачивает на 45° налево и далее идёт прямо; пересекает улицу Немчинова и заканчивается на перекрёстке с Красностуденческим проездом.

## Происхождение названия
Ивановская улица существовала ещё до революции. Своё название получила по фамилии домовладельцев (как и Ивановский проезд).

## Примечательные здания и сооружения
- № 3 — Храм Святителя Николая у Соломенной сторожки. Построен в 1997 году взамен храма, обветшавшего в советское время и снесённого в 1960-х годах (летняя церковь, построенная по оригинальному проекту архитектора Фёдора Шехтеля в 1916 году, находилась на месте жилого дома № 4 по улице Дубки).
- № 8а, стр. 1 — дом учёного-биолога П. И. Лисицына. Заявленный объект культурного наследия[3].
- № 19—21 — участок, относящийся к парку «Дубки», находится в зоне сохранения и комплексного благоустройства сложившейся территории, где возможно возведение лишь социально значимых объектов — тем не менее, здесь ведётся точечное строительство, которое привело к конфликту горожан с застройщиком. Местные жители проводят митинги и акции протеста, несколько защитников парка подверглись избиениям и получили травмы. Градостроительно-земельная комиссия г. Москвы изменила целевое назначения земельного участка с «предоставленного для осуществления образовательной деятельности» на «проектирование и строительство объектов капитального строительства» 18 сентября 2014 года, после чего кадастровая стоимость земли выросла в три раза — со 145 до 517 миллионов рублей. В то же время застройщик получил трёхлетнюю отсрочку выплаты 400 миллионов рублей по договору аренды участка. По мнению организации «Трансперенси Интернешнл — Россия» одним из выгодоприобретателей строительства является Ильдус Минниханов, советник и одновременно родственник заместителя мэра Москвы Марата Хуснуллина — и данный случай является явным примером конфликта интересов[4]. 1 июня Коптевский районный суд Москвы в ответ на иск противников строительства жилого комплекса рядом с парком "Дубки" на севере столицы заключил, что разрешение на строительство было выдано в полном соответствии с Градостроительным кодексом РФ, говорится в сообщении застройщика "Ларус капитал". "Исковые требования активистов к Мосгосстройнадзору об обжаловании разрешения на строительство ЖК были признано несостоятельными", — говорится в нем.  Активисты апеллировали к тому, что стройка ведется в особо охраняемой зоне, в связи с чем должна проходить дополнительный государственный экологический контроль. Суд этот довод не убедил, поскольку участок строительства, расположенный по адресу: улица Ивановская, 19, к территории парка никакого отношения не имеет и не попадает в зону земель особо охраняемых природных территорий, указывается в пресс-релизе.[5]

## Транспорт
Ивановская улица имеет по одной полосе для движения в каждом направлении. Общественный транспорт по улице не ходит. В 350 м к востоку от улицы расположена станция метро «Тимирязевская» Серпуховско-Тимирязевской линии и платформа Тимирязевская Савёловского направления МЖД.